# Giám mục vương quyền

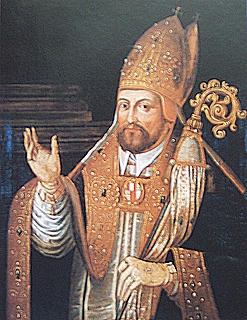
Johann Otto von Gemmingen, Giám mục vương quyền của Augsburg (1591–1598)

Giám mục vương quyền (tiếng Đức: Fürstbischof; tiếng Anh: Prince-bishop), hay Thân vương Giám mục, Vương công Giám mục, là danh xưng dùng để chỉ địa vị của vị giám mục cũng đồng thời giữ quyền cai trị thế tục trên một lãnh địa có chủ quyền gọi là Giáo phận vương quyền (Hochstift) . Do vùng giáo phận vương quyền thường nằm trọn trong hoặc chỉ chồng lấn một phần với lãnh thổ của giáo phận (Bischoftum hay Bistum), thậm chí một số thành phố nằm trong lãnh thổ giáo phận vương quyền, được Hoàng đế La Mã Thần thánh ban cho đặc quyền tự trị, trở thành một Thành bang đế chế, nằm ngoài quyền cai trị của giáo mục vương quyền, nên trên thực tế, lãnh thổ dưới quyền cai trị thế tục của các giám mục vương quyền bị giới hạn hơn nhiều so với trên danh nghĩa. Những lãnh thổ nằm trong giáo phận (bistum) nhưng nằm ngoài giáo phận vương quyền (hochstift) thì Giám mục vương quyền chỉ giữ vai trò chủ chăn tinh thần như một giám mục thông thường chứ không có quyền cai trị thế tục.
Trường hợp vị giám mục vương quyền giữ chức vụ Tổng giám mục thì danh xưng tước vị của ông sẽ là Tổng giám mục vương quyền (Fürsterzbischof, còn gọi là Thân vương Tổng giám mục); nếu là Viện phụ thì sẽ được gọi là Viện phụ vương quyền (Fürstabt, còn gọi là Thân vương Viện phụ).
Một Giám mục vương quyền thường được coi là một vị Quân chủ tuyển cử, có nghĩa là dù cai trị lãnh thổ thế tục, nhưng nhà cai trị không được cha truyền con nối, những vị quân chủ tiếp theo đều phải được bầu lên bởi một hội đồng hoặc một uỷ ban.
Ở châu Âu, với sự suy giảm quyền lực của Đế quốc La Mã từ thế kỷ IV trở đi, trước các cuộc xâm lược của những bộ tộc Man di ngoài La Mã, đôi khi những Giám mục Cơ đốc giáo của các thành phố đã thay thế vị trí chỉ huy của La Mã để đưa ra các quyết định và dẫn quân khi cần thiết. Các mối quan hệ sau này giữa một Giám mục vương quyền với Giai cấp tư sản luôn đối đầu nhau. Những cuộc xung đột càng tăng lên khi các thành phố xin Hoàng đế quyền độc lập khỏi Giáo phận để trở thành một Thành bang đế chế.
Trong số 9 Tuyển đế hầu được phép bầu chọn ra Hoàng đế La Mã Thần thánh thì có 3 Tuyển đế hầu là Giám mục vương quyền, gồm có: Giám mục vương quyền Mainz, Giám mục vương quyền Trier và Giám mục vương quyền Köln. Quyền lực của những nhà cai trị thần quyền này vô cùng to lớn và có ảnh hưởng mạnh mẽ đến Hoàng đế La Mã và các Tuyển đế hầu khác. Họ thường xuyên đứng ra làm trung gian, dàn xếp các cuộc xung đột giữa Hoàng đế và các nhà cai trị trên khắp đế quốc.

## Đế chế La Mã Thần thánh

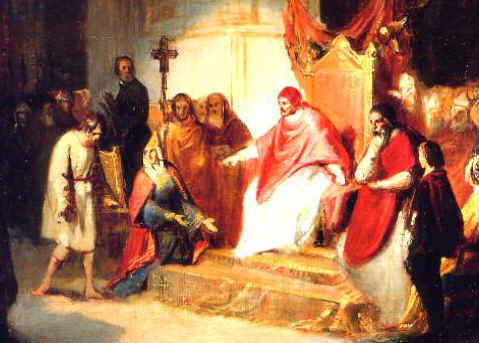
Henry IV cầu xin sự tha thứ của Giáo hoàng Gregory VII tại Canossa, lâu đài của Nữ bá tước Matilda, 1077 - trong sự kiện Tranh cãi việc bổ nhiệm giáo sĩ

Các Giám mục đã thường xuyên tham gia vào bộ máy cai trị của Vương quốc Frank và Đế quốc Carolus với tư cách là thành viên giáo phẩm, sứ thần của lãnh chúa (Missus dominicus), nhưng đó là những nhiệm vụ cá nhân, không gắn liền với quyền cai trị.
Trong thời kỳ đầu của Đế chế La Mã Thần thánh, những giám mục có thế lực chính trị sẽ được hoàng đế phong cho danh hiệu Giám mục vương quyền, được xếp vào đẳng cấp tước vị phong kiến bậc vương hầu (Fürst). Các giám mục nhận được phong hiệu này sẽ được cấp quyền cai trị một lãnh địa thái ấp nhất định và được phép có đại diện trong Đại hội Đế chế (Reichstag).
Các Công quốc gốc của Vương quốc Đức bên trong Đế chế La Mã Thần Thánh có các công tước hùng mạnh, luôn hướng về "lợi ích quốc gia" của công quốc do mình cai trị hơn là lợi ích của Đế chế. Dưới thời Vương triều Otto (Saxon) đầu tiên là Henry Fowler và con trai của ông, Hoàng đế Otto I, có ý định làm suy yếu quyền lực của các công tước bằng cách ban cho các Giám mục trung thành các vùng đất của Đế quốc và ban cho họ những đặc quyền phong kiến. Không giống như các công tước, họ không thể truyền các tước vị và đất đai cha truyền con nối cho bất kỳ con cháu nào. Thay vào đó, các Hoàng đế để cho các Giáo phận vương quyền bầu ra nhà cai trị của mình, bất chấp thực tế rằng theo giáo luật họ là một phần của Giáo hội Công giáo. Điều này vấp phải sự phản đối ngày càng tăng của các Giáo hoàng, lên đến đỉnh điểm là Tranh cãi việc bổ nhiệm giáo sĩ vào năm 1076. Tuy nhiên, các Hoàng đế La Mã Thần thánh tiếp tục trao các lãnh thổ thế tục cho các giám mục. Thuật ngữ tiếng Đức Hochstift thường được sử dụng để biểu thị hình thức quyền lực thế tục được nắm giữ bởi các Giám mục cai trị một Giáo phận vương quyền, trong khi đó thuật ngữ Erzstift được sử dụng cho Tổng giáo phận vương quyền. Hình thức tổ chức của các Giáo phận vương quyền không khác gì Lãnh địa Giáo hoàng, vì các Giáo hoàng cũng được bầu chọn lên từ trong số các Hồng y, sau khi vị Giáo hoàng tiền nhiệm qua đời. Quyền cai trị của các quân chủ thần quyền này là trọn đời, tính từ khi họ được bầu lên cho đến lúc họ qua đời.
Trong Sắc chỉ vàng 1356, Hoàng đế Karl IV đã xác định rõ ràng địa vị và đặc quyền của các Giám mục vương quyền của Mainz, Cologne và Trier với tư cách là những Tuyển đế hầu bầu chọn ra Hoàng đế La Mã. Trước khi Cải cách Kháng nghị diễn ra, trong Đế chế La Mã Thần thánh có tất cả 53 nhà nước giáo hội có Địa vị Hoàng gia. Cuối cùng, các lãnh thổ này đã bị thế tục hoá trong thời kỳ Hòa giải Đức năm 1803, sau những tổn thất lãnh thổ cho Pháp trong Hiệp ước Lunéville, ngoại trừ Giáo phận vương quyền Mainz và tổng thủ hiến Đức Karl Theodor Anton Maria von Dalberg, người tiếp tục cai trị với tư cách là Thân vương của Thân vương quốc Aschaffenburg và Regensburg. Tuy nhiên, ở một số quốc gia nằm ngoài sự kiểm soát của Pháp, chẳng hạn như ở Đế quốc Áo (Salzburg, Seckau, và Olomouc) và Vương quốc Phổ (Breslau), thể chế trên danh nghĩa vẫn tiếp tục, và trong một số trường hợp đã được phục hồi.
Đẳng cấp cao nhất của các Giám mục vương quyền trong đế chế chính là 3 Tuyển đế hầu Mainz, Cologne và Trier. Ngoài ra còn có thêm một số Giám mục vương quyền được phong tước vị Reichsfürsten (có thể so sánh với Đẳng cấp quý tộc Pháp). Các Tổng giám mục vương quyền từng giữ chức Tổng thủ hiến cho một số bộ phận của Đế chế như Tổng thủ hiến Ý, Tổng thủ hiến Đức; do tầm quan trọng của những cá nhân này cao hơn Tuyển đế hầu nên các lãnh thổ của họ được gọi là Kurfürstentum (Thân vương quốc tuyển cử) chứ không phải là Giáo phận vương quyền.

## Danh sách các Giáo phận vương quyền
| Huy hiệu | Tên         | Thứ hạng                      | Địa phương | Quyền hoàng gia ngay lập tức | Vùng Hoàng gia              | Quốc gia hiện đại    | Chú thích |
| -------- | ----------- | ----------------------------- | --- | ---------------------------- | --------------------------- | -------------------- | --- |
|          | Cologne     | Tổng giám mục tuyển cử        | tiếng Đức: Erzstift Köln, Kurköln                                                                                             | 953–1803                     | Electoral Rhenish           | Đức                  | Tuyển đế hầu và Tổng Thủ hiến của Ý. Công tước Westphalia từ năm 1180. Cologne trở thành Thành phố Đế quốc Tự do vào năm 1288. |
|          | Mainz       | Tổng giám mục tuyển cử        | tiếng Đức: Erzbistum Mainz, Kurmainz                                                                                          | k. 780–1803                  | Electoral Rhenish           | Đức                  | Tuyển đế hầu và Tổng Thủ hiến của Đức. |
|          | Trier       | Tổng giám mục tuyển cử        | tiếng Đức: Erzbistum Trier, Kurtrier tiếng Pháp: Archevêque Trèves                                                            | 772–1803                     | Electoral Rhenish           | Đức                  | Tuyển đế hầu và Tổng Thủ hiến của Burgundy. |
|          | Augsburg    | Giám mục                      | tiếng Đức: Hochstift Augsburg                                                                                                 | k. 888–1803                  | Swabian                     | Đức                  | Augsburg trở thành Thành bang đế chế vào năm 1276. |
|          | Bamberg     | Giám mục                      | tiếng Đức: Hochstift Bamberg                                                                                                  | 1245–1802                    | Franconian                  | Đức                  | |
|          | Basel       | Giám mục                      | tiếng Pháp: Principauté de Bâle tiếng Đức: Fürstbistum Basel                                                                  | 1032–1803                    | Upper Rhenish               | Pháp · Đức · Thụy Sĩ | Basel gia nhập Cựu Liên bang Thụy Sĩ với tư cách là Bang Basel vào năm 1501. Một phần nhỏ giám mục hiện không thuộc Thụy Sĩ: Schliengen và Istein cả hai hiện tại thuộc về Đức; một phần rất nhỏ của Vogtei của St Ursanne hiện thuộc Pháp. |
|          | Brandenburg | Giám mục                      | tiếng Đức: Hochstift Brandenburg                                                                                              | k. 1165–1598                 | Upper Saxon                 | Đức                  | Được thành lập vào năm 948, bị xoá bỏ năm 983, được tái lập k. 1161, được tiếp tục quản lý bởi các quản trị Tin Lành sau Cải cách vào năm 1520, được thế tục hóa và hợp nhất với Phiên bá quốc Brandenburg vào năm 1571. |
|          | Bremen      | Tổng giám mục                 | tiếng Đức: Erzstift Bremen | 1180–1648                    | Lower Saxon                 | Đức                  | Tiếp tục được quản lý bởi các nhà cai trị Tin Lành sau Cải cách năm 1566 cho đến 1645/1648. Thành phố Bremen tự trị vào năm 1186, và được xác nhận là Thành bang đế chế vào năm 1646. |
|          | Breslau     | Bishopric                     | tiếng Đức: Fürstbistum Breslau tiếng Ba Lan: Biskupie Księstwo Wrocławskie tiếng Lower Silesian: Brassel                      |                              | None                        | Ba Lan               | In 1344 Bishop Przecław of Breslau (present-day Wrocław) bought the town of Grottkau (Grodków) from the Silesian duke Bolesław III the Generous and added it to the episcopal Duchy of Neisse (Nysa), becoming Prince of Neisse and Duke of Grottkau as a vassal to the Bohemian Crown. |
|          | Brixen      | Giám mục                      | tiếng Đức: Hochstift Brixen tiếng Ý: Principato vescovile di Bressanone                                                       | 1027–1803                    | Áo                          | Ý                    | Hòa giải Đức sáp nhập vào Tyrol |
|          | Cambrai     | Bishopric, then Archbishopric | tiếng Pháp: Principauté de Cambrai tiếng Đức: Hochstift Kammerich                                                             | 1007–1678                    | Lower Rhenish / Westphalian | Pháp                 | To France by 1678 Peace of Nijmegen |
|          | Cammin      | Bishopric                     | tiếng Đức: Bistum Kammin tiếng Ba Lan: Biskupie Księstwo Kamieńskie                                                           | 1248–1650                    | Upper Saxon                 | Ba Lan               | Lost Reichsfreiheit to Duchy of Pomerania in 1544, secularized in 1650, to Brandenburg Province of Pomerania |
|          | Chur        | Bishopric                     | tiếng Đức: Bistum Chur tiếng Romansh: Chapitel catedral da Cuira tiếng Ý: Principato vescovile di Coira                       | 831/1170–1526                | Austrian                    | Thụy Sĩ              | |
|          | Constance   | Bishopric                     | tiếng Đức: Hochstift Konstanz                                                                                                 | 1155–1803                    | Swabian                     | Áo · Đức · Thụy Sĩ   | Greatly reduced during the Reformation, when significant parts of Swabia and Switzerland became Protestant. |
|          | Eichstätt   | Bishopric                     | tiếng Đức: Hochstift Eichstätt                                                                                                | 1305–1802                    | Franconian                  | Đức                  | |
|          | Freising    | Bishopric                     | tiếng Đức: Hochstift Freising                                                                                                 | 1294–1802                    | Bavarian                    | Áo · Đức             | |
|          | Fulda       | Abbey, then Bishopric         | tiếng Đức: Reichskloster Fulda, Reichsbistum Fulda                                                                            | 1220–1802                    | Upper Rhenish               | Đức                  | Imperial Abbey until 5 October 1752, when it was raised to a bishopric. Secularized in 1802 in the German Mediatization |
|          | Geneva      | Bishopric                     | tiếng Pháp: Évêché de Genève tiếng Đức: Fürstbistum Genf                                                                      | 1154-1526                    | Upper Rhenish               | Pháp · Thụy Sĩ       | De jure Reichsfrei since 1154, de facto dominated by their guardians, the counts of Geneva (until 1400) and Savoy (since 1401). Geneva joined the Old Swiss Confederacy in 1526. |
|          | Halberstadt | Bishopric                     | tiếng Đức: Bistum Halberstadt                                                                                                 | 1180–1648                    | Lower Saxon                 | Đức                  | |
|          | Havelberg   | Bishopric                     | tiếng Đức: Bistum Havelberg                                                                                                   | 1151–1598                    | Lower Saxon                 | Đức                  | Founded in 948, annihilated 983, re-established 1130, continued by Lutheran administrators after Reformation in 1548 until 1598 |
|          | Hildesheim  | Bishopric                     | tiếng Đức: Hochstift Hildesheim                                                                                               | 1235–1803                    | Lower Saxon                 | Đức                  | |
|          | Lausanne    | Bishopric                     | tiếng Pháp: Principauté épiscopale de Lausanne tiếng Đức: Bistum Lausanne                                                     | 1270–1536                    | None                        | Thụy Sĩ              | Conquered by the Swiss city canton of Bern in 1536. |
|          | Lebus       | Bishopric                     | tiếng Đức: Fürstbistum Lebus tiếng Ba Lan: Diecezja lubuska                                                                   | 1248–1598                    | None                        | Đức · Ba Lan         | Seated in Fürstenwalde since 1385; Reichsfreiheit challenged by Brandenburg, continued by Hohenzollern Lutheran administrators after Protestant Reformation in 1555 until secularization in 1598. |
|          | Liège       | Bishopric                     | tiếng Pháp: Principauté de Liége tiếng Đức: Fürstbistum Lüttich tiếng Wallon: Principåté d' Lidje                             | 980–1789/1795                | Lower Rhenish / Westphalian | Bỉ · Hà Lan          | |
|          | Lübeck      | Bishopric                     | tiếng Đức: Hochstift Lübeck                                                                                                   | 1180–1803                    | Lower Saxon                 | Đức                  | Seated in Eutin since the 1270s; Reformation started in 1535, continued by Lutheran administrators since 1586 until secularization in 1803. Lübeck became a Free Imperial City in 1226. |
|          | Lyon        | Archbishopric                 | tiếng Pháp: Archevêque de Lyon tiếng Arpitan: Arch·evèque de Liyon                                                            | 1157-1312                    | None                        | Pháp                 | Seated in Lyon; Reichsfrei confirmed by Frederick Barbarossa in 1157. Annexed by the Kingdom of France in 1312. |
|          | Magdeburg   | Archbishopric                 | tiếng Đức: Erzstift Magdeburg                                                                                                 | 1180–1680                    | Lower Saxon                 | Đức                  | Continued by Lutheran administrators between 1566 and 1631, and again since 1638 until 1680. |
|          | Merseburg   | Bishopric                     | tiếng Đức: Bistum Merseburg                                                                                                   | 1004–1565                    | None                        | Đức                  | Administered by the Lutheran Electorate of Saxony between 1544 until 1565. |
|          | Metz        | Bishopric                     | tiếng Pháp: Évêché de Metz tiếng Đức: Hochstift Metz                                                                          | 10th century–1552            | Upper Rhenish               | Pháp                 | One of the Three Bishoprics ceded to France by the 1552 Treaty of Chambord. |
|          | Minden      | Bishopric                     | tiếng Đức: Hochstift Minden                                                                                                   | 1180–1648                    | Lower Rhenish / Westphalian | Đức                  | |
|          | Münster     | Bishopric                     | tiếng Đức: Hochstift Münster                                                                                                  | 1180–1802                    | Lower Rhenish / Westphalian | Đức                  | |
|          | Naumburg    | Bishopric                     | tiếng Đức: Bistum Naumburg-Zeitz                                                                                              |                              |                             | Đức                  | Under guardianship of Meissen from 1259, administrated by Saxony from 1564. |
|          | Olomouc     | Bishopric                     | tiếng Séc: Biskupství olomoucké tiếng Đức: Bistum Olmütz                                                                      |                              | None                        | Cộng hòa Séc         | The Czech bishopric (later Metropolitan) of Olomouc, as a vassal principality of the Bohemian crown, was the peer of the margraviate of Moravia, and from 1365 its prince-bishop was 'Count of the Bohemian Chapel', i.e., first court chaplain, who was to accompany the monarch on his frequent travels. |
|          | Osnabrück   | Bishopric                     | tiếng Đức: Hochstift Osnabrück                                                                                                | 1225/1236–1802               | Lower Rhenish / Westphalian | Đức                  | Alternated between Catholic and Protestant incumbents after the Thirty Years' War, secularized in 1802/1803 |
|          | Paderborn   | Bishopric                     | tiếng Đức: Fürstbistum Paderborn                                                                                              | 1281–1802                    | Lower Rhenish / Westphalian | Đức                  | |
|          | Passau      | Bishopric                     | tiếng Đức: Hochstift Passau                                                                                                   | 999–1803                     | Bavarian                    | Áo · Đức             | Princely title was confirmed at Nuremberg in 1217. |
|          | Ratzeburg   | Bishopric                     | tiếng Đức: Bistum Ratzeburg                                                                                                   | 1236–1648                    | Lower Saxon                 | Đức                  | Ruled by Lutheran administrators between 1554 and 1648. |
|          | Regensburg  | Bishopric                     | tiếng Đức: Hochstift Regensburg                                                                                               | 1132?–1803                   | Vùng đế chế Bayern          | Đức                  | Regensburg trở thành Thành bang đế chế tự do năm 1245. |
|          | Salzburg    | Tổng giám mục                 | tiếng Đức: Fürsterzbistum Salzburg                                                                                            | 1278–1803                    | Vùng đế chế Bayern          | Áo                   | Raised to an electorate in 1803, but simultaneously secularized; see Electorate of Salzburg. Since 1648, the archbishop has also borne the title Primas Germaniae, First [Bishop] of Germania. The powers of this title – non-jurisdictional – are limited to being the Pope's first correspondent in the German-speaking world, but used to include the right to preside over the Princes of the Holy Roman Empire. |
|          | Schwerin    | Bishopric                     | tiếng Đức: Bistum Schwerin | 1180–1648                    | Lower Saxon                 | Đức                  | Ruled by an administrator between 1516 and 1648. |
|          | Speyer      | Bishopric                     | tiếng Đức: Hochstift Speyer                                                                                                   | 888–1803                     | Upper Rhenish               | Đức                  | Territories to the east of the Rhine were annexed by France in 1681, confirmed in 1697. Speyer became a Free Imperial City in 1294. |
|          | Strasbourg  | Bishopric                     | tiếng Đức Alemanni: Bistum Strossburi tiếng Pháp: Évêché de Strasbourg tiếng Đức: Fürstbistum Straßburg                       | 982–1803                     | Upper Rhenish               | Pháp · Đức           | Territories to the east of the Rhine were annexed by France in 1681, confirmed in 1697. Speyer became a Free Imperial City in 1262. |
|          | Tarentaise  | Archbishopric                 | tiếng Pháp: Prince-évêque de Tarentaise tiếng Arpitan: Prince Evèque de Tarentèsa tiếng Ý: Principato vescovile di Tarantasia | 1186-1769                    | Upper Rhenish               | Pháp                 | Made Count of Tarentaise since 996, Reichsfrei since 1186, de facto dominated by their guardians Savoy (since 1271). Secularized and annexed by the Kingdom of Sardinia 1769. |
|          | Toul        | Bishopric                     | tiếng Pháp: Principauté de Toul tiếng Đức: Bistum Tull                                                                        | 10th century – 1552          | Upper Rhenish               | Pháp                 | One of the Three Bishoprics ceded to France by the 1552 Treaty of Chambord, confirmed in 1648. |
|          | Trent       | Bishopric                     | tiếng Ý: Principato vescovile di Trento tiếng Đức: Fürstbistum Trient                                                         | 1027–1803                    | Austrian Circle             | Ý                    | Secularized to Tyrol in 1803. |
|          | Utrecht     | Bishopric                     | tiếng Hà Lan: Sticht Utrecht                                                                                                  | 1024–1528                    | Lower Rhenish / Westphalian | Hà Lan               | Sold to Charles V, Holy Roman Emperor in 1528, after which it was moved to the Burgundian Circle. Founding member of the Dutch Republic in 1579/1581, confirmed in 1648. |
|          | Verden      | Bishopric                     | tiếng Đức: Hochstift Verden                                                                                                   | 1180–1648                    | Lower Rhenish / Westphalian | Đức                  | Continued by Lutheran administrators after Reformation until 1645/1648, when it was continued as a secular and independent principality until its disestablishment in 1807. It became a part of the Kingdom of Hanover in 1815. |
|          | Verdun      | Bishopric                     | tiếng Pháp: Principauté de Verdun tiếng Đức: Bistum Wirten                                                                    | 10th century – 1552          | Upper Rhenish               | Pháp                 | One of the Three Bishoprics ceded to France by the 1552 Treaty of Chambord, confirmed in 1648. |
|          | Worms       | Bishopric                     | tiếng Đức: Bistum Worms | 861–1801                     | Upper Rhenish               | Đức                  | Worms city rule established by Bishop Burchard (1000–25), episcopal residence at Ladenburg from 1400, held large estates in the former Lahngau region, territories left of the Rhine lost by the 1797 Treaty of Campo Formio, secularized at first to French Empire, finally Baden and Hesse-Darmstadt in 1815. |
|          | Würzburg    | Bishopric                     | tiếng Đức: Hochstift Würzburg                                                                                                 | 1168–1803                    | Franconian                  | Đức                  | Duke of Franconia |